# Schönes Widertonmoos
Das Schöne Widertonmoos (Polytrichum formosum, Syn. Polytrichastrum formosum (Hedw.) G.L.Sm.), auch Schönes Frauenhaarmoos genannt, ist eines der häufigsten und auffälligsten Moose der mitteleuropäischen Wälder.

## Merkmale

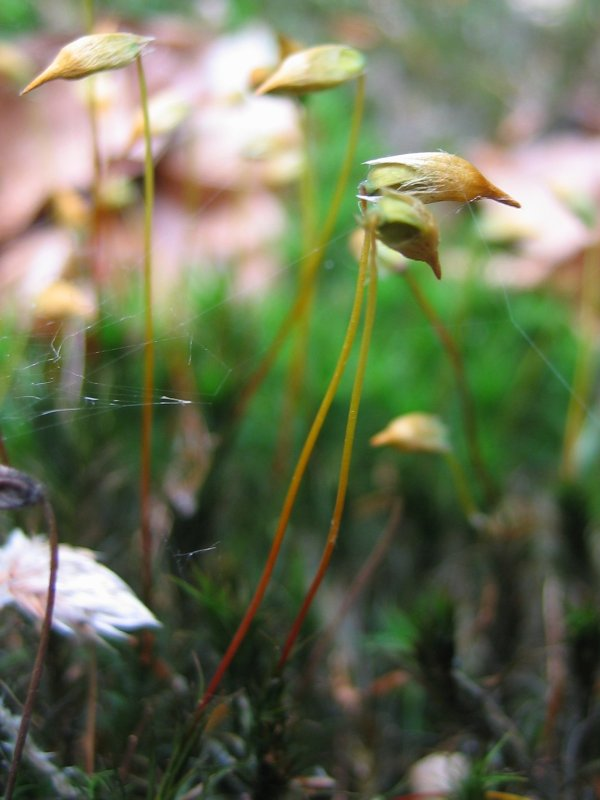
Sporophyt mit unten rötlicher, oben gelblicher Seta und Kapsel mit Kalyptra

Grundlegender Aufbau

Es ist blaugrün und besitzt zahlreiche Sporenkapseln, die mit einer faserigen Schutzhaube versehen sind. Wenn man diese berührt, tritt häufig ein feiner Sporenregen heraus. Die Moospolster haben die Form von Sternen, die Blattsternchen genannt werden.
Das Moos bildet mit seinen unverzweigten oder höchstens selten gabelig verzweigten Stängeln lockere Rasen von 5 bis 15 cm Höhe.
Die 9–12 mm langen Blätter sind am Grunde breit scheidig. Im oberen Teil des Blattes füllt die Blattrippe fast das gesamte Blatt aus. Der nur 2–6 Zellen breite Blattrand ist grob und scharf gesägt. Auf der Oberseite der Blattrippe befinden sich Lamellen, deren obere Kante nicht gefurcht, sondern abgerundet ist.
Die Kapsel sitzt auf einem 4–8 cm langen Stiel (Seta), der meist unten rötlich und oben gelblich ist. Sie wird zunächst von einer gelbbraunen, behaarten Kapuze, der Kalyptra bedeckt. Bei Reife ist die Kapsel stark vier- bis sechskantig und nickt.

## Verbreitung
Das Schöne Widertonmoos kommt auf der ganzen Nordhemisphäre in den gemäßigten Breiten (Holarktis) vor. In den Gebirgen steigt die Art bis zur Waldgrenze auf.
Es ist in Europa eines der häufigsten und größten Moose aller Arten von Wäldern. Es zieht schwach saure und nur mäßig feuchte Standorte vor. Sie kommen mit sehr wenig Licht aus.
Es ist sowohl in Laubwäldern als auch in Nadelwäldern zu finden. Sie überziehen nicht nur den Waldboden, sondern auch Steine und abgestorbenes Holz. Wie andere Moose können sie das Zwanzigfache ihres Gewichtes an Wasser speichern, was sie zu wichtigen Wasserspeichern im Wald macht.

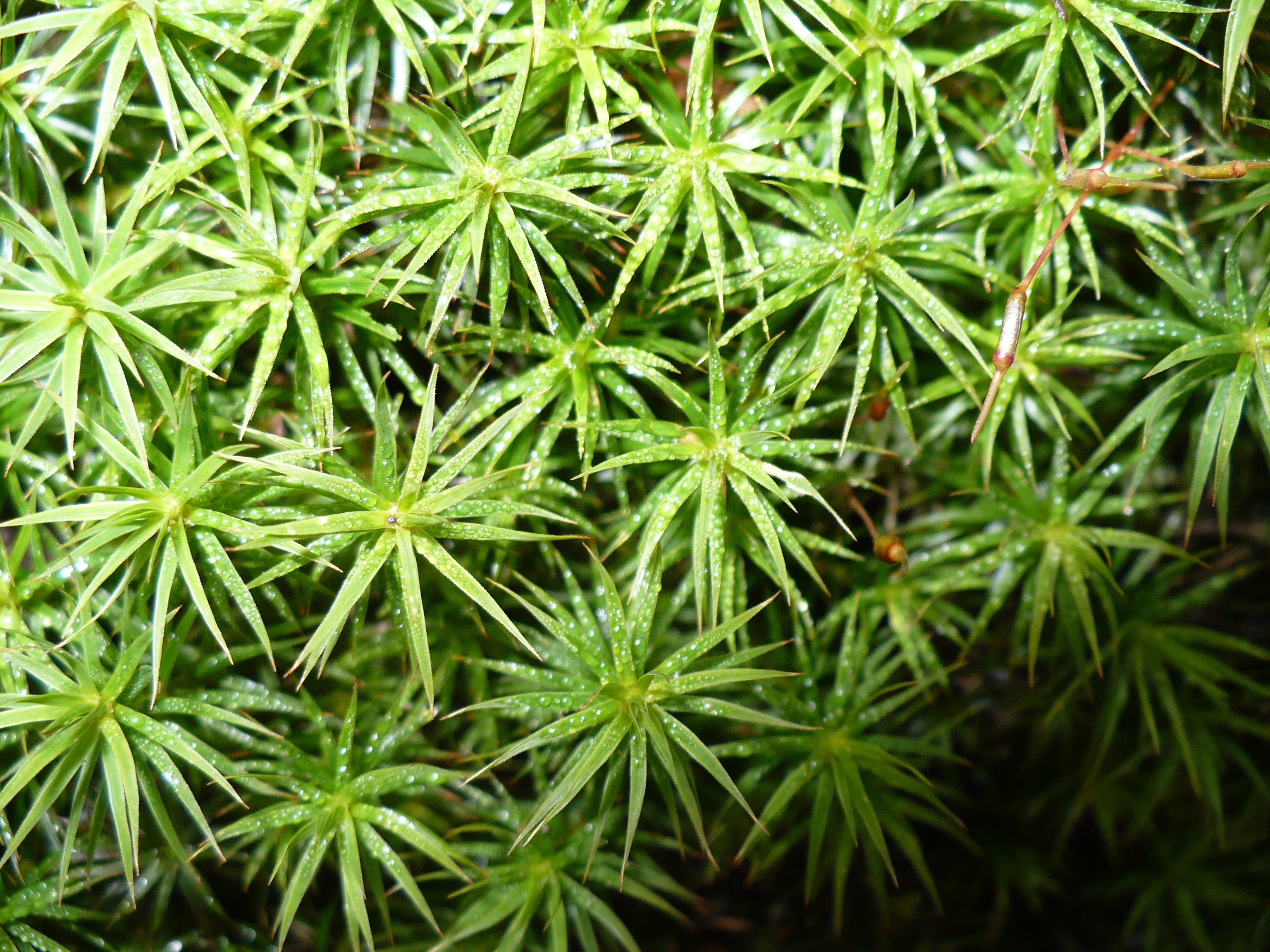
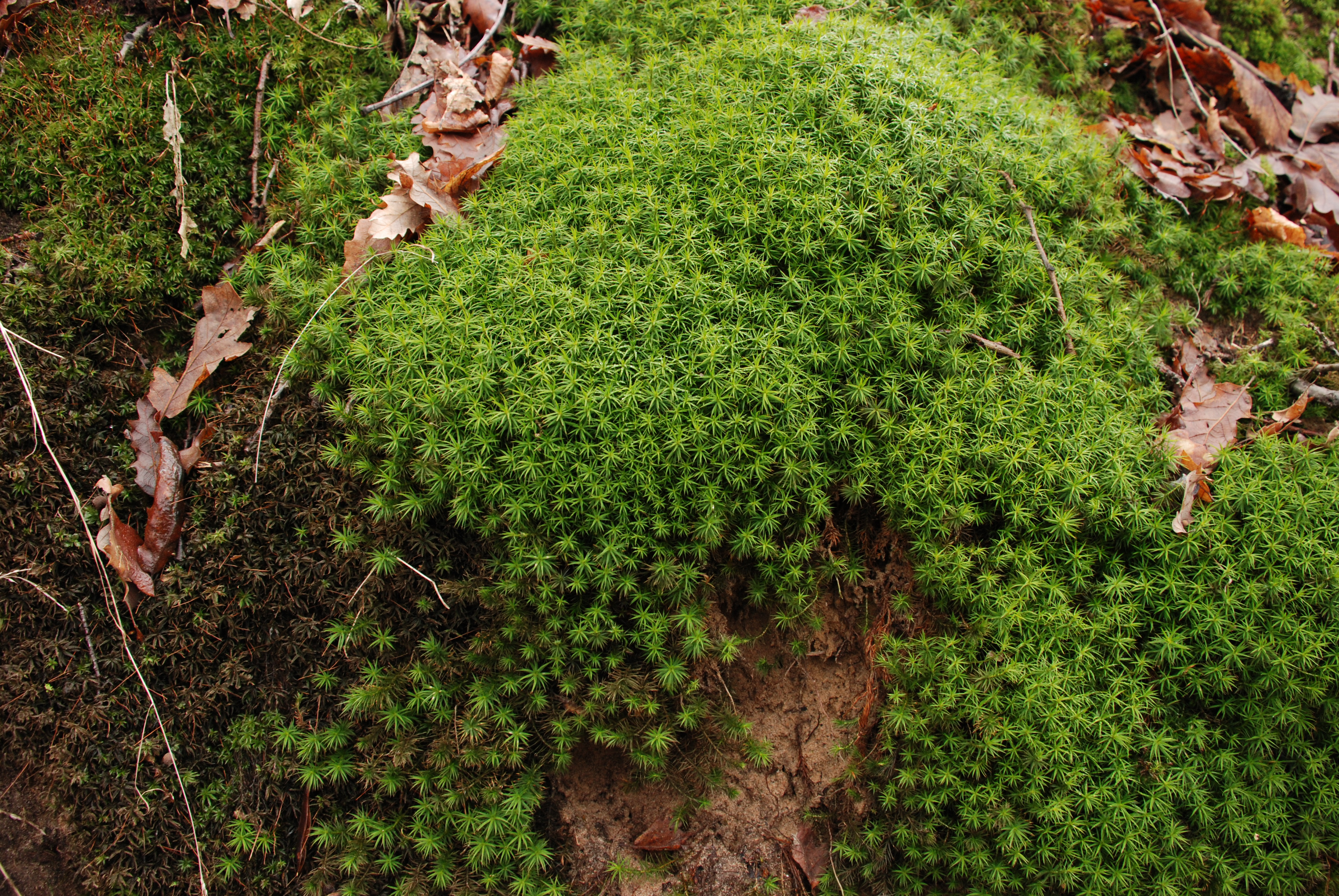